# Sendley Bito
Sendley Sidney Bito (Willemstad, 20 luglio 1983) è un calciatore olandese, attaccante dell'Hubentut Fortuna.

## Carriera

### Club
Comincia a giocare nei Paesi Bassi, allo Sparta Rotterdam. Nel 2006 si trasferisce in Ucraina, allo Stal' Alčevs'k. Nel 2007 viene acquistato dall'Arsenal Kiev. Nell'estate 2009 viene prestato allo Zakarpattia. Nel gennaio 2010 torna all'Arsenal Kiev. Nell'estate 2010 passa al Tavrija. Nel marzo 2011 rimane svincolato. Nel 2013 viene ingaggiato dal Fajr Sepasi, club della massima serie iraniana. Nel 2014 si trasferisce al Bahrein, al Manama. Nel 2015 gioca prima allo Zakho, club iracheno, e al Prachuap, club thailandese. Nel 2016 passa all'Oostzaan, club olandese. Nel 2017 viene acquistato dall'Hubentut Fortuna, club della massima serie di Curaçao.

### Nazionale
Ha debuttato con la Nazionale delle Antille Olandesi il 26 marzo 2008, in Antille Olandesi-Nicaragua (2-0), collezionando in totale 4 presenze. Ha debuttato con la Nazionale di Curaçao il 7 ottobre 2011, in Curaçao-Antigua e Barbuda (0-1). Ha messo a segno la sua prima rete con la maglia della Nazionale di Curaçao l'11 ottobre 2011, in Haiti-Curaçao (2-2), in cui ha siglato la rete del momentaneo 0-2. Ha collezionato in totale, con la maglia della Nazionale di Curaçao, 6 presenze e tre reti.